# Zebrano

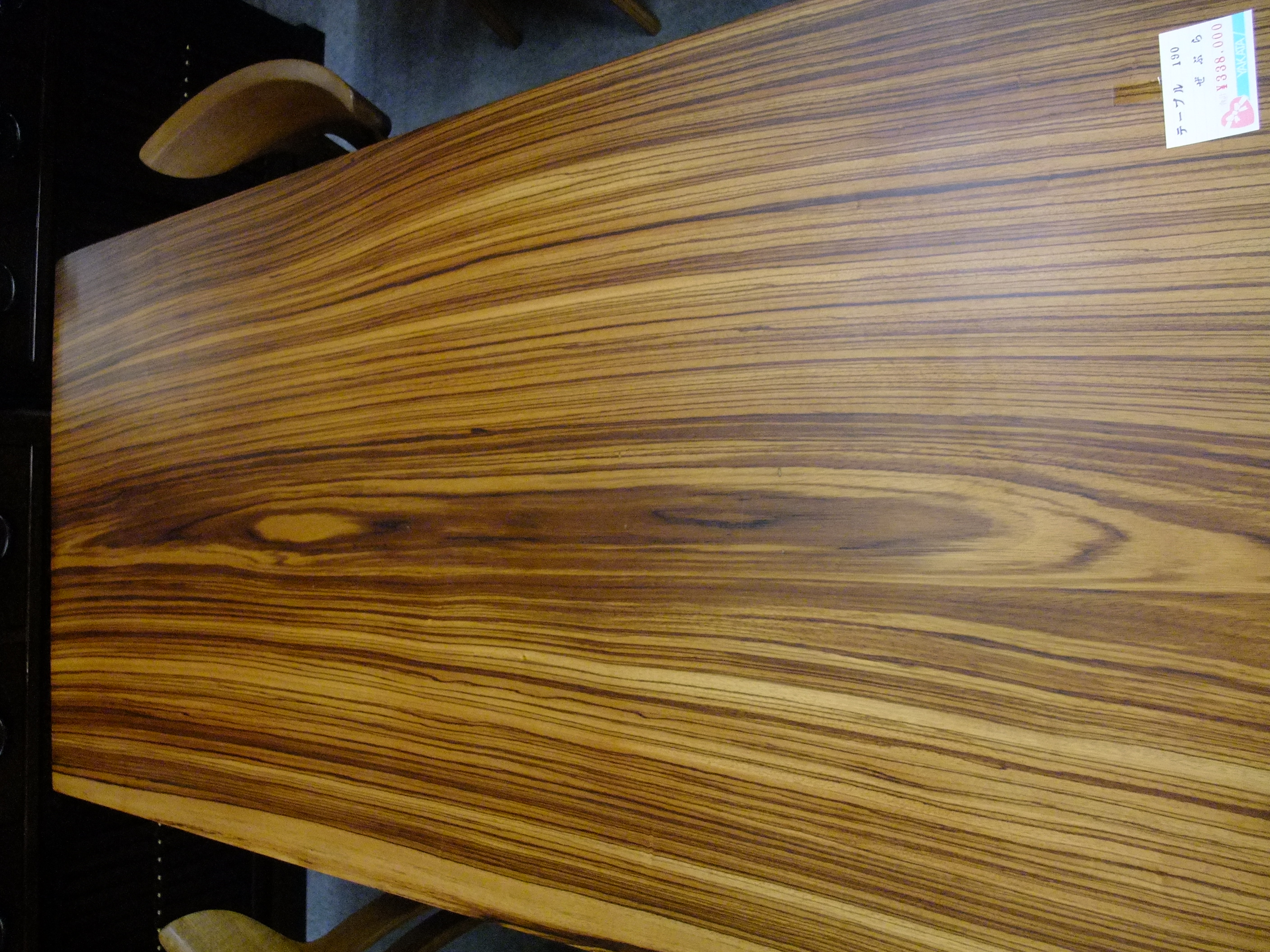
Mesa de zebrano

La madera del zebrano o cebrano (Microberlinia brazzavillensis y M. bisulcata) es una madera densa (densidad media al 12 % de H: 790 kg/m3), semidura y difícil de secar, pero tiene buenas propiedades mecánicas y gran resistencia a los impactos.
Originaria de Camerún y Gabón, es característica por su color pajizo y numerosas bandas negras o pardooscuras. Es utilizada en forma de chapas en ebanistería para el taraceado de muebles y, por su resistencia a los impactos, como madera maciza para mangos y dorsos de cepillos, mangos de herramientas, etc.